# مارغريت تراغت
مارغريت تراغت (بالإنجليزية: Margaret Tragett )‏ (و. 1885 – 1964 م) هي لاعبة كرة الريشة، ومؤلفة بريطانية، ولدت في جامايكا، شاركت في 1907 All England Badminton Championships – women's singles ‏بطولة جمهورية أيرلندا المفتوحة لتنس الريشة 1911، وبطولة جمهورية أيرلندا المفتوحة لتنس الريشة 1911 ، وبطولة جمهورية أيرلندا المفتوحة لتنس الريشة 1912، توفيت في لندن، عن عمر يناهز 79 عاماً.